# Jolie Holland
Jolie Holland, född 11 september 1975 i Houston, Texas, är en amerikansk artist som hämtar inspiration från blues, folkmusik och jazz. Hon ger ut skivor på etiketten Anti-. Hon är före detta medlem i bandet The Be Good Tanyas.

## Diskografi
- 2003 – Catalpa
- 2004 – Escondida
- 2006 – Springtime Can Kill You
- 2009 – The Living and the Dead
- 2011 – Pint of Blood

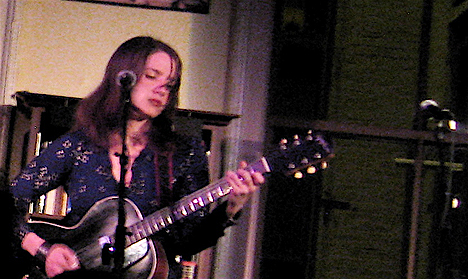
Jolie Holland
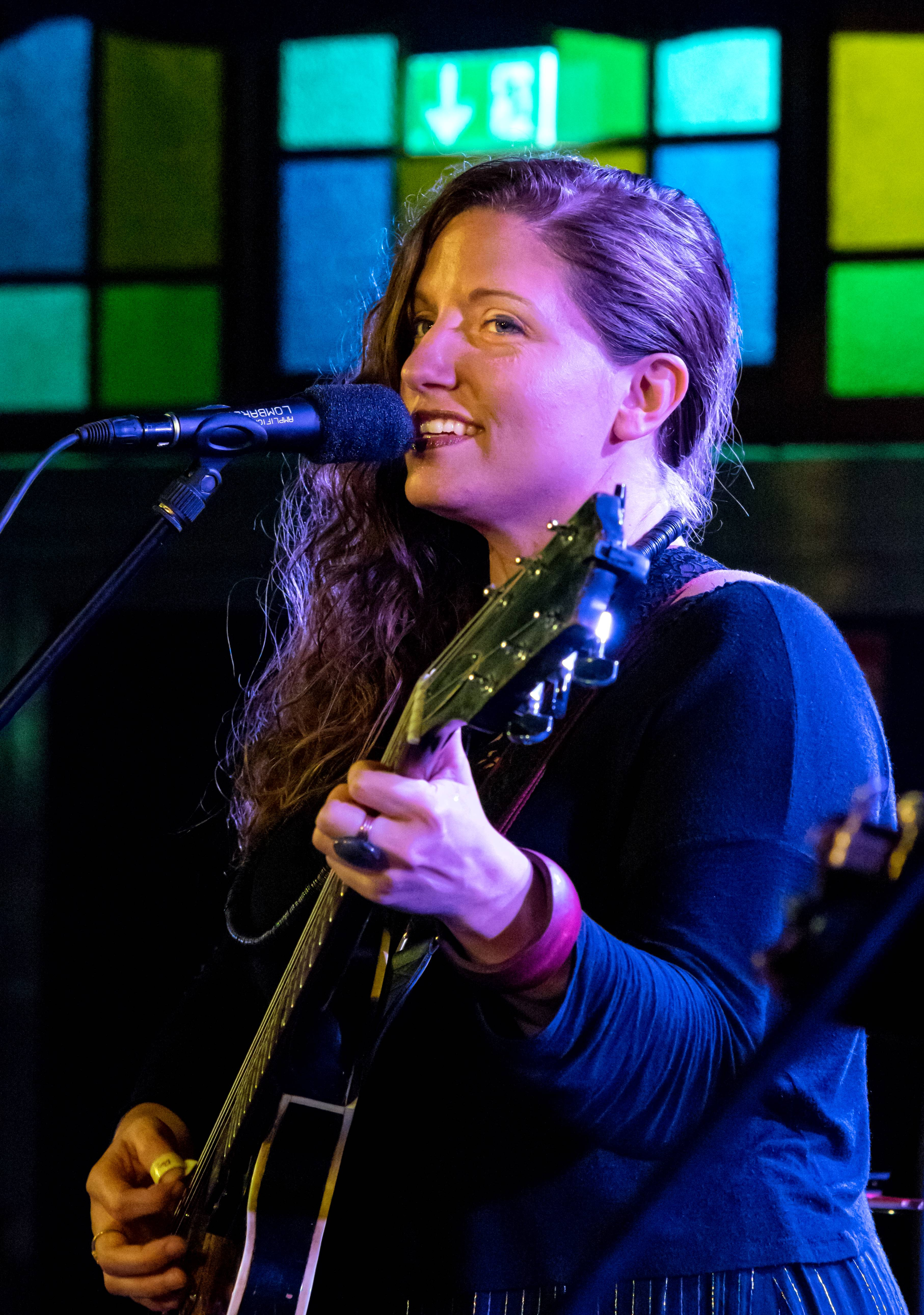
Zelt-Musik-Festival  2015 i Freiburg im Breisgau, Tyskland
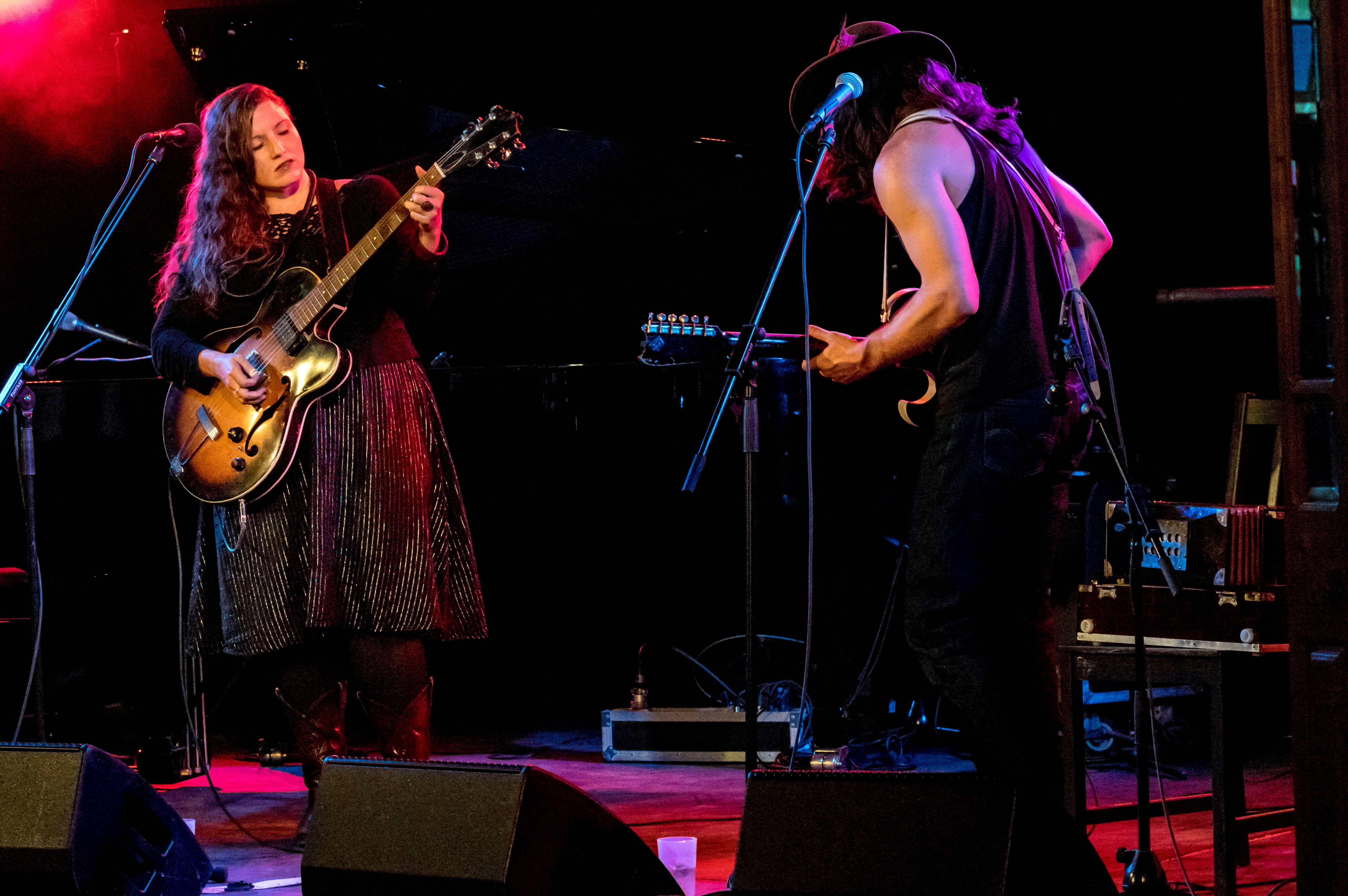
Zelt-Musik-Festival  2015 i Freiburg im Breisgau, Tyskland

## Fotnoter
1. ↑  Discogs, Discogs artist-ID: 278941, läst: 9 oktober 2017.[källa från Wikidata]